# Трактор (футбольный клуб, Минск)
«Трактор» (бел. «Трактар») — белорусский футбольный клуб из Минска.

## История
Создан клуб в 1947 году как футбольная секция для строителей Минского тракторного завода, а затем и для самих работников предприятия. Клуб становился чемпионов БССР и обладателем Кубка БССР. Также клуб становился победителем Второй лиги Беларуси. В 2002 году клуб объединился с клубом «Трудовые резервы-РИПО» в МТЗ-РИПО.
В 2015 году клуб был заново создан, став выступать на любительском уровне в минском чемпионате. В сезоне 2022 года клуб стал выступать во Второй лиге. В сезоне 2023 года футбольный клуб занял первое место в столичном дивизионе, тем самым завоевав путёвку в финальную часть чемпионата.
В марте 2024 года стало известно, что клуб стал участником обновлённой Второй лиги. Также клуб в скором времени сменил название на «Автозаводец-Трактор». В начале 2025 года клуб вернул себе название «Трактор».

## Названия
- «Трактор» (1946—1947)
- «Трактор-МТЗ» (1948)
- «Торпедо-МТЗ» (1949—1957)
- МТЗ (1958—1959)
- «Трактор» (1960—2002)
- «Трактор» (2015—2023)
- «Автозаводец-Трактор» (2024)
- «Трактор» (2025—н. в.)

## Достижения
Чемпионат БССР
 Победитель: 1948, 1949
 Бронзовый призёр: 1984, 1985
Кубок БССР
 Обладатель: 1958
 Финалист: 1960, 1961
Вторая лига
 Победитель: 1999
 Серебряный призёр: 1998

## Логотипы

История логотипов клуба
Логотип клуба с 2015 по 2023 год.
Логотип клуба с 2024 года.
Логотип клуба с 2025 года.

## Главные тренеры
| Главный тренер     | Период работы |
| ------------------ | ------------- |
| Александр Фиранчук | 2022—н. в.    |